# Gerard Florido
Gerard Florido (* 9. März 1988) ist ein andorranischer Tennisspieler.

## Werdegang
Florido wurde im Mai 2012 für die andorranische Davis-Cup-Mannschaft in den Begegnungen  gegen San Marino und Norwegen nominiert. Er bestritt ein Einzel und ein Doppel, die er beide verlor. Es blieben seine bislang einzigen Einsätze im Davis Cup.